# Поляниченко Олександр Олександрович
Олександр Олександрович Поляниченко (23 грудня 1895, Путивль — 29 лютого 1968, Дзауджікау, Північно-Осетинська АРСР) — композитор, диригент, скрипковий майстер, один із засновників Північно-Осетинського відділення Спілки композиторів, заслужений діяч мистецтва Північно-Осетинської АРСР.

## Життєпис
Народився 1895 року в місті Путивль. Після смерті батька разом із матір'ю переїхав до Москви, де з 1907 року навчався у Строгановському художньо-промисловому училищі, після закінчення якого з 1915 року викладав у Путивлі малювання та креслення. Надалі працював у Маріуполі, де в 1920 році вивчав гру на скрипці у скрипкового педагога Ісаї Закоми. З 1923 по 1926 рік навчався в Ростовській консерваторії. З 1927 року грав у симфонічному оркестрі в Орджонікідзе, викладав у класі скрипки в Орджонікідзевській музичній школі та училищі мистецтв.
З 1934 року — завідувач музичної частиною, диригент Північно-Осетинського музичного драматичного театру.
Був одним із засновників Північно-Осетинського відділення Спілки композиторів, понад двадцять років був його головою (1937—1946; 1956—1961) . Вивчав та збирав матеріали осетинської музичної народної творчості . Виконав понад п'ятдесят музичних оформлень драматичних спектаклів. Написав оперу «Фатіма» за поемою Коста Хетагурова, музику до спектаклів «Бажання Паша», «Отелло», які представлялися на сценах Орджонікідзе .
Будучи студентом Ростовської консерваторії, став володарем скрипки Джузеппе Гварнері . Займався виготовленням скрипок. Створив 108 скрипок . Його роботу «Скрипка № 45» було визнано однією з найкращих копій скрипкового майстра Джузеппе Гварнері. Ця скрипка була придбана квартетом імені Комітаса . Створив близько 50 інструментів у стилі Джузеппе Гварнері. Потім вивчав школу створення скрипок Антоніо Страдіварі. Його «Скрипка № 65» посіла перше місце у конкурсі скрипкових інструментів і нині перебуває у Державній колекції унікальних музичних інструментів (№ 77 у реєстрі). На його скрипках грали Ігор Семенович Безродний, Галина Всеволодівна Баринова .
З 1964 року входив до Ради скрипкових майстрів при Міністерстві культури СРСР.
Проживав у будинку № 20 на Набережній вулиці (сьогодні — вулиця Тхапсаєва) в Орджонікідзе. У цьому будинку створив близько 30 скрипок, зокрема копію скрипки «Імператор» Страдіварі. Помер у лютому 1968 року на 73-му році.
Основні твори
- опера «Фатима» (одноактна, за однойменною поемою К. Хетагурова, 1949);
- музична комедія «Кохання вимагає жертв» для симфонічного оркестру: картина Фандир (1939), увертюра Ірон (1948), Осетинська танцювальна сюїта (1950), Зілга (1953), поема Сослан і Кошер (1954), Капричіо, урочисту ходу (1964);
- «Поема» для скрипок та симфонічного оркестру (1953);
- «Концертна балада» для віолончелі та симфонічного оркестру (1955);
- «Сюїта на осетинські теми» для оркестру народних інструментів (1952);
- «Фантазія на осетинські теми» (1952),
- «Сімд нартів» (1956);
- «Осетинська молодіжна» для хору та оркестру народних інструментів (сл. Г. Плієва, 1940);
- Струнний квартет (1959);
- «Сімд» для скрипки та фортепіано (1950);
- Шість осетинських мелодій (1952);
- Вальси для фортепіано (1939);
- Фантазії та варіації (1945)
- Шість прелюдій (1946),
- Осетинські танці (1956);

Нагороди
- Орден Трудового Червоного Прапора (1960)
- Заслужений митець Північно-Осетинської АРСР (1947)